# Anicia Faltonia Proba
Anicia Faltonia Proba (... – Africa, 432) fu un'esponente dell'aristocrazia romana.

## Biografia
Apparteneva ad una famiglia di alto rango ed era imparentata con la gens Petronia, con la gens Olybria e con la gens Anicia. Suo padre era Quinto Clodio Ermogeniano Olibrio (console nel 379), sua madre Turrania Anicia Giuliana, suo marito Sesto Petronio Probo (console nel 371), da cui ebbe Anicio Ermogeniano Olibrio (console nel 395), Anicio Probino (console col fratello nel 395), e Anicio Petronio Probo (console nel 406); sua nipote era Demetriade e sua nuora Anicia Giuliana, la moglie di Olibrio.
Nel 395 era già vedova. Cristiana, era in contatto con diversi personaggi della cultura dell'epoca, tra cui Agostino di Ippona, che scrisse su sua richiesta il De orando deo e Giovanni Crisostomo Si trovava a Roma nel 410, in occasione del sacco ad opera dei Visigoti di Alarico I: fuggì in Africa, ma qui venne trattata male da Eracliano, cui dovette pagare un riscatto per evitare che le donne del suo seguito fossero importunate. Ereditò molti possedimenti in Asia, di cui donò le rendite al vescovo romano per distribuirle ai poveri. Morì in Africa nel 432.
Proba era molto istruita, come molte delle donne della sua famiglia. La nonna Faltonia Betizia Proba era stata una poetessa, Anicia compose probabilmente l'epigrafe per il marito, la nipote Demetriade fu amica di Sofronio Eusebio Girolamo, che la descrive come istruita.

### Fonti primarie
- CIL VI, 1754; CIL VI, 1755; CIL VI, 1756; CIL VI, 32032=CIL XXV, 7158; CIL XXV, 7159

### Fonti secondarie
- Arnold Hugh Martin Jones, John Martindale, John Morris: The Prosopography of the Later Roman Empire (PLRE). Vol. 1, Cambridge 1971, pp. 732–733.
- Jane Stevenson: Women Latin Poets.  Oxford University Press, 2005, p. 65.
- Franca Ela Consolino, «Tradizionalismo e trasgressione nella élite senatoria romana: ritratti di signore tra la fine del IV e l'inizio del VI secolo», in Le trasformazioni delle élites in età tardoantica, a cura di Lisa Rizzi Testa, L'erma di Bretschneider, 2006, ISBN 9788882653729, pp. 113–118.

| Controllo di autorità | VIAF (EN) 263127355 · LCCN (EN) n2008066492 · GND (DE) 1166711617 |